# 七年戦争史
『七年戦争史』（しちねんせんそうし、仏：Histoire de la guerre de sept ans）は、1763年に書き上げられたプロイセンの国王フリードリヒ2世による戦争史についての著作である。

## 概要
フリードリヒ2世はフベルトゥスブルク条約を締結した後に七年戦争についての記録をまとめ始め、1763年12月に最後の章が書き上げられた。これを改訂することも考えていたが、病気のために実施することはできなかった。題名はフリードリヒ2世自身によるものではなく、死後の1788年に本書を出版する時になってから『七年戦争史』の表題が付与されている。
フリードリヒ2世は1756年に勃発した七年戦争で、プロイセンが直面した優勢な敵情やその初動の軍事行動から、この戦争が記録に値する戦争となると判断したために覚書を作成しており、本書の内容はそれら資料に基づいたものである。当時の情勢や作戦についての詳細な記述だけでなく、当事者による分析が盛り込まれている。